# دوئه
شهر دوئه (به فرانسوی: Douai) در شهرستان نور (فرانسه) در ناحیه شمال کاله با جمعیت ۴۲٬۷۶۶ نفر در کشور فرانسه واقع شده‌است.
آرتور رمبو شاعر شهیر فرانسوی در سال ۱۸۷۰ میلادی برای مدّتی در این شهر ساکن بود.

## شهرهای خواهرخوانده
- هرو, بریتانیا[۲]
- رکلینگهاوزن, آلمان
- کنوشا, ایالات متحده
- Dédougou, بورکینافاسو
- سرن, بلژیک

در گذشته:
- پوواوه, لهستان[۳]
- توییکنهام, بریتانیا